# الیوت کوری
الیوت پارک کوری (Elliott Park Currie) جامعه‌شناس و جرم‌شناس برجسته آمریکایی متولد ۱۹۴۲ در شیکاگو است. او استاد دانشگاه برکلی و همچنین عضو هیئت علمی دانشگاه ارواین کالیفرنیا است. حوزه‌های تخصصی او شامل: سیاست عدالت کیفری به کار گرفته شده در ایالات متحده و سایر کشورها؛ علل برانگیزنده جرائم خشونت‌آمیز؛ شرایط و زمینه اجتماعی و ارتباط آن با بزهکاری و خشونت در نوجوانان، سبب شناسی سوء مصرف و اعتیاد به مواد مخدر و ارزیابی سیاست‌های این حوزه؛ مسائل نژادی و عدالت کیفری می‌گردد.

## زندگی‌نامه
الیوت پی. کوری در سال ۱۹۴۲ در شیکاگو متولد شد. او به واسطه والدینش که از اساتید دانشگاه شیکاگو بودند از کودکی در محیطی علمی رشد یافت و بدین ترتیب زمینه آشنایی با درس و تدریس و تحقیق برای او فراهم شد.
او در اوایل دهه ۶۰ در رشته جامعه‌شناسی از دانشگاه روزولت شیکاگو فارغ‌التحصیل شد، جایی که او تأثیر شگرفی از پروفسور هلن لوپاتا پذیرفت.
او تحصیلات تکمیلی خود را در جامعه‌شناسی در دانشگاه کالیفرنیا در برکلی به انجام رساند. تحت تأثیر پژوهشگرانی از جمله دیوید ماتزا، جروم اسکولنیک و باب بلانر تز دکترای خود را در سال ۱۹۶۶ با عنوان: مدیریت اذهان مردم: جنبش دارالتادیب ۱۹۲۰–۱۸۶۵ انتخاب و دفاع نمود. 
او علاوه بر فعالیت در زمینه علمی، موضع فعالی در مبارزه با مشکلات اجتماعی در ایالات متحده آمریکا داشته‌است که این قضیه منجر به حضور ثابت او در زمینه سیاسی شده‌است آن چنان‌که او در کنار زندگی علمی اش همواره زندگی سیاسی پرکاری را نیز به همراه داشته‌است. شاهد این مدعا حضور و عضویت او در موسسات و انجمنهای متعددی است که به چند مورد اشاره می‌نماییم: شورای ملی جرم و بزهکاری، شورای مشورتی ملی برای فرصتهای اقتصادی، کارگروه ویژه کالیفرنیا در حقوق مدنی و وزارت کشور بریتانیا. علاوه بر اینها، او تا سال ۲۰۰۹ نایب رئیس هیئت امنای بنیاد میلتون آیزنهاور بود. این بنیاد سازمانی غیرانتفاعی با هدف توسعه، تشویق و حمایت از استراتژی‌های نوآورانه برای مبارزه با جرم و جنایت شهری، سوء مصرف مواد مخدر و داروهای غیرمجاز و همچنین فقر می‌باشد.

## آثار و جوایز
دکتر الیوت کوری دارای کتب متعددی در زمینه جرم شناسی و جامعه‌شناسی است که از آن جمله می‌توان به این موارد اشاره کرد: مقابله با جرم و جنایت (۱۹۸۵), مواد مخدر و آشوب: تصاویر جوانان بزهکار (۱۹۹۱), محاسبه: مواد مخدر، شهرها، و آینده آمریکا (۱۹۹۳), جرم و مجازات در آمریکا (۱۹۹۸), سرپوشی بر قضیه نژاد: داستان ساختگی کوررنگی آمریکایی‌ها (۲۰۰۳), راهی به سوی همه چیز: فرهنگ طبقه متوسط و بحران دور بلوغ (۲۰۰۵), ریشه‌های خطر: جرایم خشونت‌آمیز از دیدگاه جهانی (۲۰۰۸).
او افتخارات و جوایز بسیاری کسب کرده‌است که در زیر قابل مشاهده است.
فینالیست برای جایزه پولیتزر در سال ۱۹۹۹ برای کتاب جرم و مجازات در آمریکا (۱۹۹۸).
فینالیست برای جایزه سی. رایت میلز از سوی انجمن مطالعات مشکلات اجتماعی در سال ۲۰۰۴ برای کتاب سرپوشی بر قضیه نژاد: داستان خیالی کوررنگی آمریکایی‌ها (۲۰۰۳).
برنده جایزه کتاب سال ۲۰۰۴ از سوی مؤسسه تغییر اجتماعی بنیامین هوکس برای کتاب سرپوشی بر قضیه نژاد: داستان خیالی کوررنگی آمریکایی‌ها (۲۰۰۳).
موفق به دریافت جایزه اگوست والمر از سوی انجمن جرم شناسی آمریکا و همچنین جایزه دونالد کرسی و جایزه پیشگیری برای جامعه امن تر (پاس) از سوی شورای ملی جرم و جنایت و بزهکاری.